# Cordillera Raura
La cordillera de Raura  es una cadena montañosa de los Andes centrales peruanos.

## Ubicación geográfica

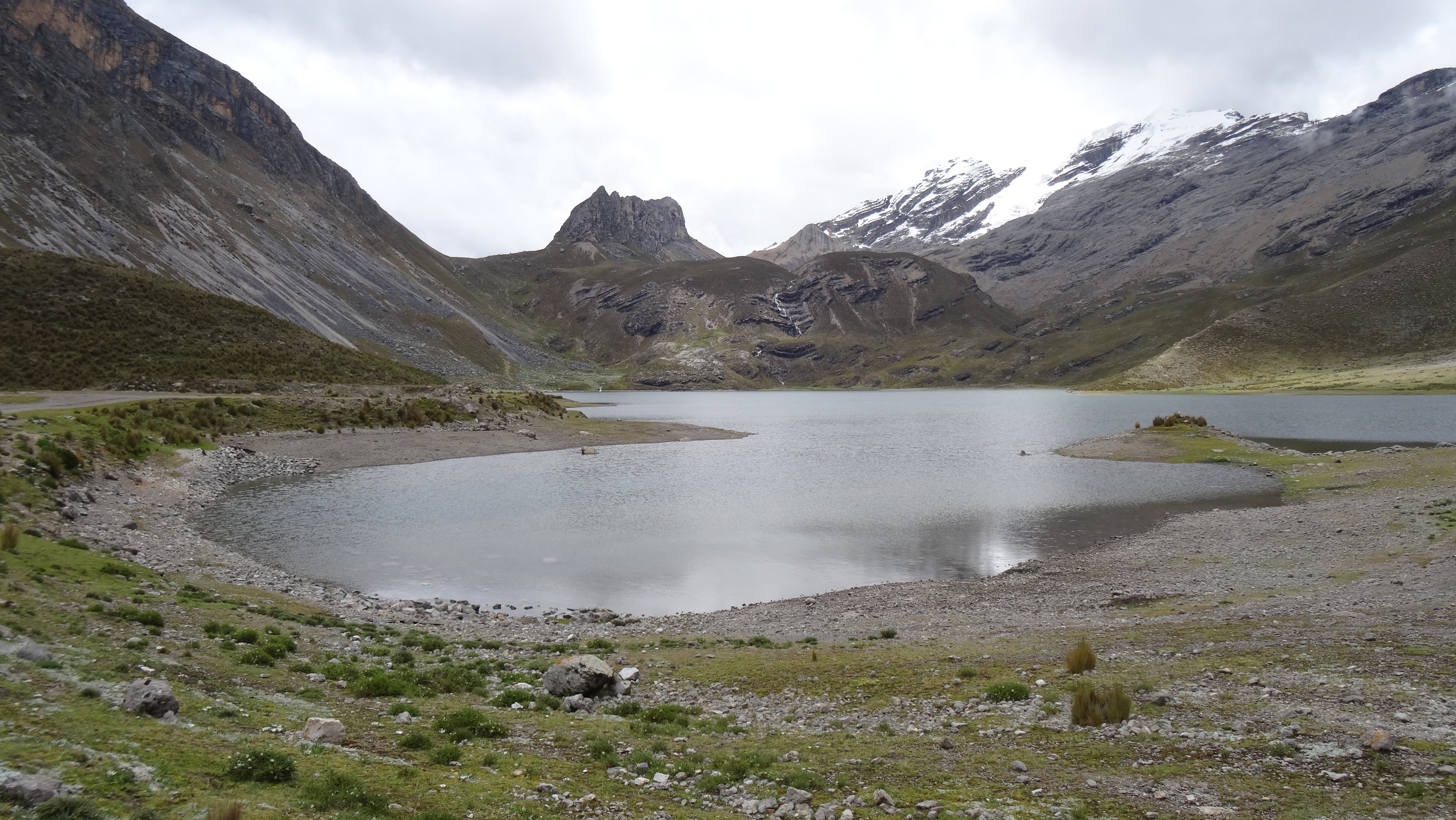
Lago Chalhuasarinan y al fondo el cerro Cushuropata, provincia de Oyón, departamento de Lima.

Este complejo cordillerano se ubica en la zona tropical de Sudamérica, hacia el lado sur este de la cordillera Huayhuash, al norte de la cordillera La Viuda y del Nudo de Pasco, en el centro poblado de Raura San Miguel de Cauri. Tiene una longitud aproximada de 25 km y tiene una forma de herradura. Esta cordillera es el tramo inicial de la cadena occidental de los Andes peruanos, está constituido por un conjunto de nevados que sobrepasan los 5000 m. de altitud y que generalmente son de suave pendiente. Se caracteriza por tener picos de roca y hielo, lagunas de increíbles colores (azul, verde y turquesa) y estrechos valles, el clima es similar al de Huayhuash.

## Principales lagunas
Sus lagunas más importantes son Niñococha, Niño Perdido, Santa Ana, Caballococha, Puyhuancocha, Santa Rosa, Tinquicocha, Lauricocha, Chuspi, Patarcocha, Gayco y la Cadena de Lagunas de la quebrada de Chaucas. 

## Lista de picos más elevados
- Yarupá (5 780 m s. n. m.)
- Santa Rosa (5 650 m s. n. m.)
- Culle (5 550 m s. n. m.)
- Pichuycocha (5 530 m)
- Torre de Cristal (5 500 m s. n. m.)
- Siete Caballeros (5 500 m s. n. m.)
- Condorshenga (5 500 m s. n. m.)
- León Huacanán (5 420 m s. n. m.)
- Quesillojanca (5 320 m s. n. m.)
- Cerro Patrón (5 300 m s. n. m.)
- Niño Perdido (5 148 m s. n. m.)
- Anamaray

## Historia de ascensiones
La primera visita registrada fue realizada en 1906 por Ann Peck, quien ascendió parte del glacial norte del Santa Rosa. La cordillera fue cuidadosamente estudiada en 1927 por O. M. Miller y K. M. Hodgsón de la expedición del American Geographical Society. En 1939 dos ingenieros americanos que trabajaban para la Cerro de Pasco Cooper Corporatión, W. F. Jenks y J. H. Moses llegaron por el NO hasta el nevado Santa Rosa, intentaron el Patrón SE lo mismo que el Pichuycocha, quedándose a escasos 100 m de la cima. En 1955 miembros de la expedición del A.A.V. de Múnich, H. Huber y su compañero A. Cardich realizaron la primera ascensión del Yarupaja N. Finalizando su campaña en la cordillera Huayhuash en 1957, Toni Egger y sus amigos realizaron varios ascensos incluido el Santa Rosa. Muchos otros realizaron visitas a estas montañas durante los siguientes 20 años. En 1976 escaladores japoneses realizaron una increíble ruta en la cara sur de la Torre de Cristal.